# Deströyer 666
Deströyer 666 je australská thrash/death/black metalová kapela založená roku 1994 původně jako sóloprojekt kytaristou K. K. Warslutem (tou dobou členem kapely Bestial Warlust) v Melbourne. V roce 1996 se k němu přidali kytarista Shrapnel, baskytarista Bullet Eater a bubeník Ballistic Howitzer. Později následovaly personální rošády.
Tematikou kapely je satanismus, nihilismus, válka.
V roce 2001 skupina přesídlila do Nizozemska.

## Diskografie
Dema
- Six Songs with the Devil (1994)

Studiová alba
- Unchain the Wolves (1997)[1]
- Phoenix Rising (2000)
- Cold Steel... for an Iron Age (2002)
- Defiance (2009)

EP
- Violence Is the Prince of This World (EP 1995)
- ...of Wolves, Women & War (EP 2002)
- Terror Abraxas (EP 2003)

Singly
- Satanic Speed Metal (singl 1998)
- King of Kings / Lord of the Wild (singl 2000)
- See You in Hell (singl 2010)